# Wisłok Wielki
Wisłok Wielki est une localité polonaise de la gmina de Komańcza, située dans le powiat de Sanok en voïvodie des Basses-Carpates.